# Cyperus colymbetes
Cyperus colymbetes là một loài thực vật có hoa trong họ Cói. Loài này được Kotschy & Peyr. mô tả khoa học đầu tiên năm 1867.